# ماهر إبراهيم
ماهر إبراهيم هو كاتب سيناريو مصري صاحب العديد من الأفلام التجارية في السبعينيات والثمانينيات من القرن العشرين، أشهرها فيلم «رجب فوق صفيح ساخن» الذي أدى بطولته عادل إمام وسعيد صالح، ومسرحية «موسيقى في الحي الغربي.